# 佩罗
佩罗（義大利語：Pero）是意大利伦巴第大区米蘭廣域市的一个市镇。总面积5平方公里，人口10680人，人口密度2136.0人/平方公里（2009年）。国家统计（ISTAT）代码为015170。